# Zoë (album)
Zoë è l'album di debutto della cantante australiana Zoë Badwi. L'album è stato pubblicato in Australia il 5 agosto 2011; è prodotto dai doppiamente premiati agli ARIA Awards, "TV Rock", e Zoë Badwi ha co-scritto e co-prodotto la maggior parte delle tracce.

## Tracce

### Standard Edition
Neon Records (#5249871962)
1. Freefallin' - 3:16
2. Until You're Over Me - 3:28
3. Release Me (TV Rock Edit) - 3:26
4. Carry Me Home (Grant Smillie Edit) - 2:37
5. Accidents Happen (Radio Edit) - 3:07
6. Never Let You Go - 3:12
7. Reckless - 3:20
8. One Step Behind - 2:49
9. In the Moment (Denzal Park Edit) - 3:44
10. Believe You - 2:43
11. Relapse - 3:24
12. The Other Side - 3:19

### iTunes Deluxe Edition
1. Freefallin' - 3:16
2. Until You're Over Me - 3:28
3. Release Me (TV Rock Edit) - 3:26
4. Carry Me Home (Grant Smillie Edit) - 2:37
5. Accidents Happen (Radio Edit) - 3:07
6. Never Let You Go - 3:12
7. Reckless - 3:20
8. One Step Behind - 2:49
9. In the Moment (Denzal Park Edit) - 3:44
10. Believe You - 2:43
11. Relapse - 3:24
12. The Other Side - 3:19

- Bonus Tracks

1. The Other Side Minimix - 29:36
2. Carry Me Home (Grant Smillie Radio Edit) - Videoclip - 2:40

## Singoli
- 2008 - Release Me
- 2008 - In the Moment
- 2010 - Freefallin
- 2011 - Accidents Happen
- 2011 - Carry Me Home

## Classifiche
| Classifica (2010) | Posizione massima |
| ----------------- | ----------------- |
| Australia         | 35                |

## Date di Pubblicazione
| Nazione       | Data           | Formato              | Etichetta         |
| ------------- | -------------- | -------------------- | ----------------- |
| Australia     | 5 agosto 2011  | CD, Digital Download | Neon Records      |
| Nuova Zelanda | 5 agosto 2011  | CD, Digital Download | Warner            |
| Stati Uniti   | 30 agosto 2011 | CD                   | Wea Int'L Records |